# Трей Лоренс
 Трей Лоренс  («Ллойд Лоренс Смит»; родился 19 января 1969) — американский R&B певец, автор песен и музыкальный продюсер. Он родился во Флоренсе, в Южной Каролине, где являлся выпускником средней школы Уилсона. Лоренс больше всего известен своим дуэтом с мейнстримовой записывающейся артисткой 90-х годов Мэрайей Кэри с их кавером на песню группы Майкла Джексона в юности: «I’ll Be There». Пластинка во второй раз возглавила чарты US «Billboard» Hot 100 и R&B singles в 1992 году и принесла Лоренсу и Кэри номинацию на премию Грэмми за: «Лучшее R&B исполнение: дуэтом или группой с вокалом». Позже они снова исполнили эту песню на Церемонии прощания с Майклом Джексоном 7 июля 2009 года.

## Биография
Лоренс познакомился с Мэрайей Кэри в 1990 году, когда он был очень юным в Университете Фарли Дикинсона; в то время он пел с R&B группой Squeak & the Deep. Он начал свою карьеру, поддерживая Кэри бэк-вокалом в её первом промотуре в 1990 году, а в следующем году он стал известен по бэк-вокалу к её альбому «Emotions». Лоренс снова стал бэк-вокалистом Кэри во время её выступления 16 марта 1992 года на телешоу: «MTV Unplugged». Кэри и они снова спели кавер-версию песни The Jackson 5 «I'll Be There» — дуэтом после двухлетней паузы от похорон Майкла Джексона на церемонии прощания с ним в Staples Center в Лос-Анджелес, в Калифорнии on July 7, 2009., когда их внезапно прервали на церемонии прощания, из-за этого кавер был выпущен в качестве сингла, который занял первую строчку в США. Лоренс также записал дуэт: «Она этого заслуживает» с польской вокалисткой Basia на своем золотом американском альбоме «The Sweetest Illusion». В 1991 году он стал соавтором песни: «Если ты уйдешь» для группы New Kids on the Block, которая вошла в их альбом «Лицом к Музыке».
Впоследствии Лоренсу предложили контракт в звукозаписывающей компании, и он записал успешный дебютный альбом с одноимённым названием песни. Сингл «Someone to Hold» (написанный в соавторстве, и спродюсированный Кэри, которая также пела бэк-вокал) достиг 19-го места в США. «Billboard» Hot 100 сингл-чарт. Сам альбом, однако, достиг только 111-го места в чарте альбомов «Billboard» 200, и Лоренц был сброшен своим лейблом Epic Records.
Лоренс вернулся к карьере бэк-вокала, работая с такими артистами, как TLC, Selena и Usher, а также исполнил дуэт с Basia под названием «Она этого заслуживает» . Он также появился вместе со своим втором альбомом Redhead Kingpin and the F. B. I. 1991 года и «В Альбоме без названия» с песнями «It’s A Love Thang (Word)», «Nice And Slow» и «Get It Together». Он снова начал поддерживать Мэрайю Кэри с её альбомами и в её концертных турах в 1997 году, включая на представленном в 2003 году Charmbracelet World Tour, и он записал песни «Make You Happy» для саундтрека «Men in Black», который он написал в соавторстве с Кэри и Cory Rooney, а также «I’m Still Not Over You» для саундтрека к «Денежный поезд (фильм)». Он был подписан на недолговечный импринт-лейбл Кэри MonarC и на лейбл Jermaine Dupri из Атланты So So Def Records, но никогда не выпускал ни какой музыки под этим лейблом.
Второй альбом Лоренса, «Мистер Миста», был выпущен 16 сентября 2006 года. Среди песен на новом альбоме — «Увидимся ли мы когда-нибудь?», песня, которую Лоренс спел во время мирового турне: «Charmbracelet». Лоренс выпустил свой второй альбом в то время The Adventures of Mimi Tour, который он был заметно представлен в 2006 году Кэри, где он помогал ей с бэк-вокалом, и исполняя также свои три песни: «Never Too Much», «A House Is Not a Home» и «Crazy».
Лоренс появился на Рождественском выпуске PBS 2010 года Джессики Симпсон, спев с ней дуэтную версию песни: «O Holy Night». В 2014 году он сопровождал Мэрайю Кэри в её концертном туре Elusive Chanteuse Show, который начался с 4 октября по 16 ноября.

## Дискография

### Альбомы
- «Трей Лоренс» (1992)
- «Мистер Миста» (2006)

### Синглы
- 1992: «Wanna Girl» (не в чарте; европейская B-сторона от «Someone to Hold»)
- 1992: «Someone to Hold» #19 в США Billboard Hot 100, #5 в US R&B, #65 в чарте Великобритании[1]
- 1993: «en:Photograph of Mary» #46 в американском US R&B, #11 в US Dance, а в Великобритании под #38[1]
- 1993: «Just to Be Close to You» #66 в US R&B
- 2007: «My Everything»